# Hieronim Krupski

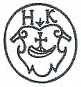
Оdbitka pieczątki pana wołyńskiego Hieronima Krupskiego 1576 r.

Hieronim Krupski – kanonik chełmski od 1538, podczaszy chełmski od 1571, podstoli chełmski od 1580 roku. Szlachcic (szlachta odwieczna herbu Korczak).
Dziedzic Uściługa w powiecie krzemienieckiem. Syn Jerzego Krupskiego.

## Rodzina
Miał żonę, Annę Grabinę, i synów: Jana i Melchiora.
5 stycznia 1559 r. wspomniany z żoną swoją Heleną (Galena Kotowicza Łudinskaja)